# エジプトへの逃避のある風景 (カラッチ)
『エジプトへの逃避のある風景』（エジプトへのとうひのあるふうけい、伊: Paesaggio con la fuga in Egitto、英: Landscape with the Flight into Egypt）は、イタリアのバロック絵画の巨匠アンニーバレ・カラッチが1604年ごろ、キャンバス上に油彩で制作した絵画である。「理想的風景画」という新しい様式を確立した点で、重要な意味を持っており、17世紀のプッサンらの画家に影響を与えた。作品はローマのドーリア・パンフィーリ美術館のコレクションのために制作され、現在も同美術館に所蔵されている。なお、アンニーバレは、類似した主題の『エジプト逃避途上の休息』 (エルミタージュ美術館) も描いている。
作品は、1603年にピエトロ・アルドブランディーニ枢機卿により、ローマの彼の宮殿 (後にドーリア・パンフィーリ美術館として知られるようになる) 内の家族用礼拝堂のために委嘱された。委嘱は6つのルネット用の6点の絵画からなり、アンニーバレと弟子たち (フランチェスコ・アルバーニ、ドメニキーノ、ジョヴァンニ・ランフランコ) によって制作された。

## 作品

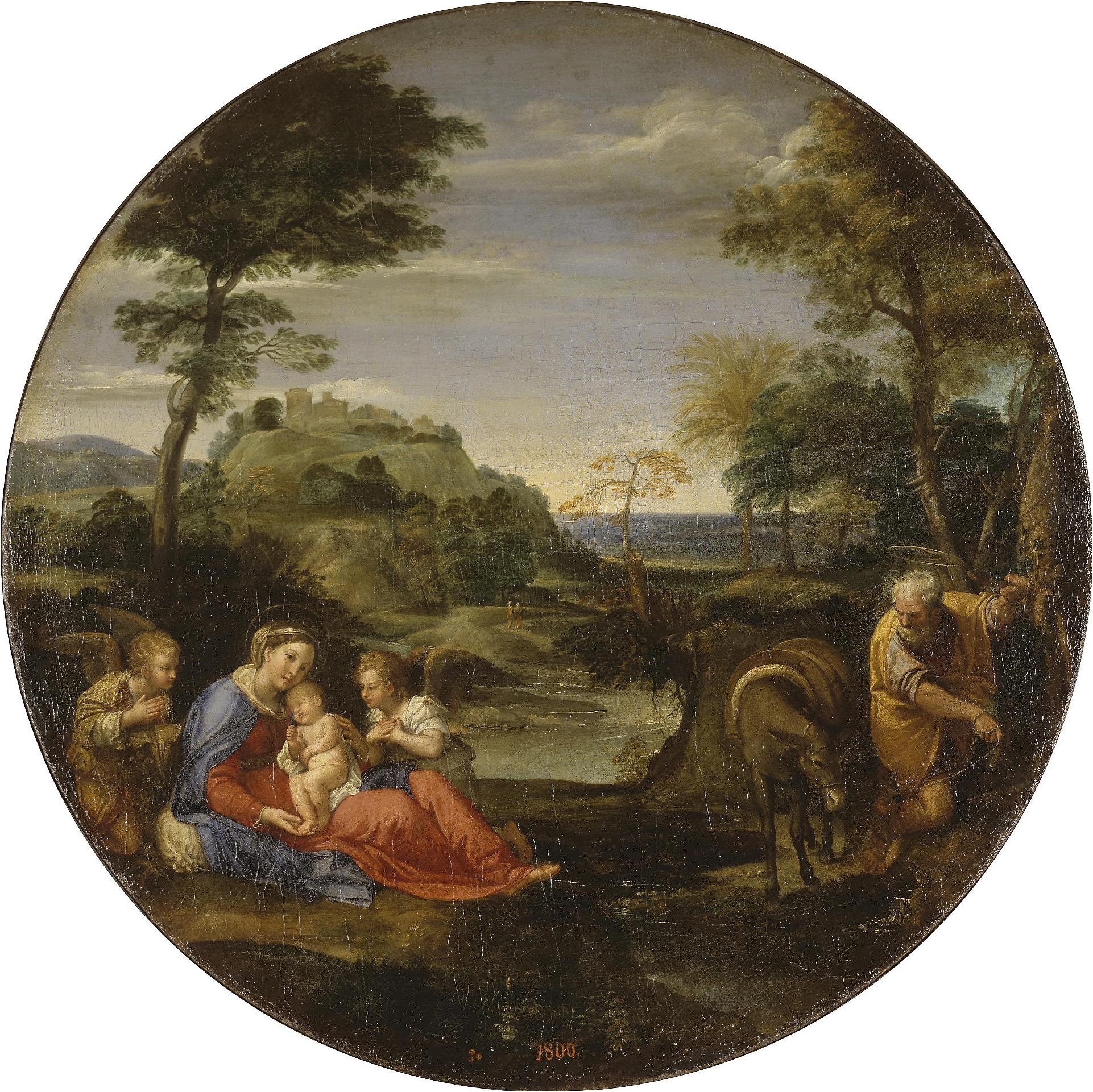
アンニーバレ・カラッチ『エジプト逃避途上の休息』 (1604年ごろ) 、エルミタージュ美術館

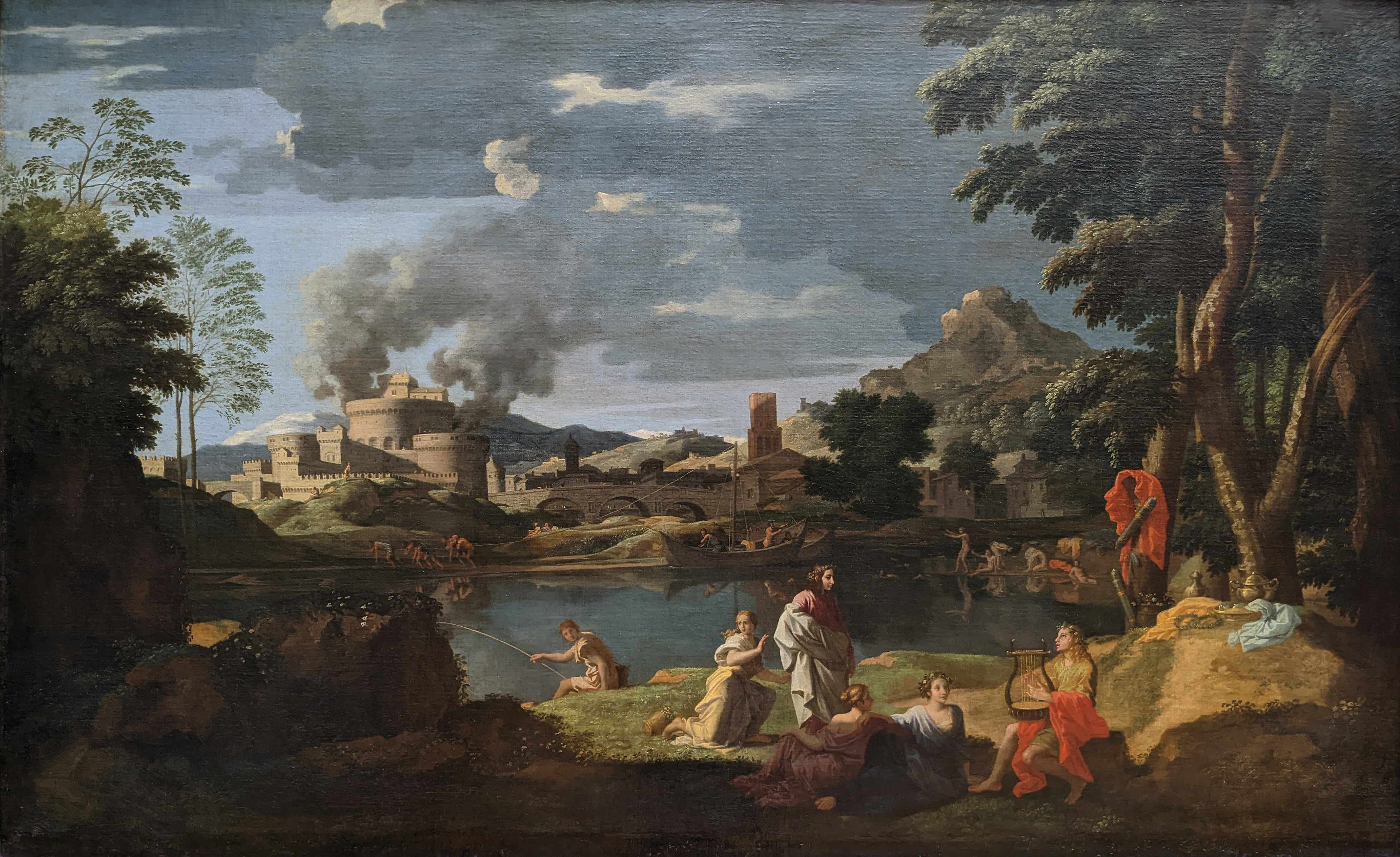
プッサン『オルフェウスとエウリュディケーのいる風景』 (1650年ごろ) 、ルーヴル美術館

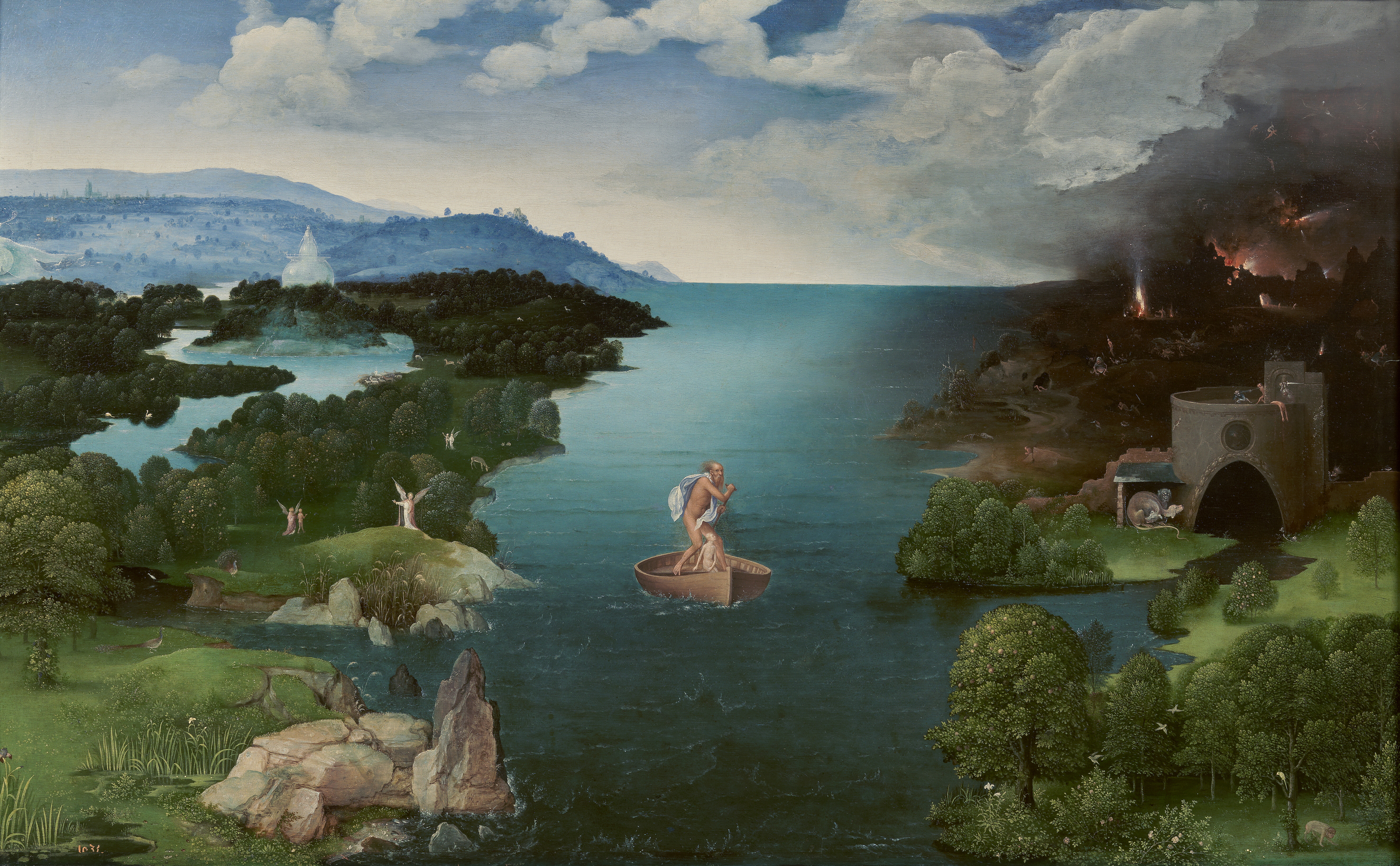
ヨアヒム・パティニール『ステュクス川を渡るカロンのいる風景』 (1520-1524年ごろ) 、プラド美術館

絵画の主題は聖家族の「エジプトへの逃避」で、『新約聖書』中の「マタイによる福音書」(2章13-14) に簡潔に記されている。イエス・キリストの養父聖ヨセフは、天使からお告げを受けた。それは、ヘロデ大王が「ユダヤ人の王」となる新生児の脅威から自身を守るためにすべての初子 (ういご) を殺そうとしているというものであった。ヨセフは、家族とともにローマ帝国領となっていたエジプトへ逃げよという天使の指示に従った。
本作は、しばしばバロックの風景画の代表的作例とみなされる。ルドルフ・ウィットカウアーによれば、カラッチがローマで発展させた「注意深く構成されたパノラマ風景」という「新しい風景画様式」の「最も名高い作例」である。 ジョン・ルーパート・マーティン (John Rupert Martin) にとって、この絵画は「古典的風景画の元祖で、後に変化をつけて、ドメニキーノ、プッサン、クロード・ロランなどに模倣されるものである…広々とした自然に比して人物像を小さく設定することで、即座に風景が第一の意義を持ち、歴史的出来事が二次的な意義となる新たな優先順位を確立している。しかし、それはイタリア絵画にとって「新しい」ものであっても、ヨアヒム・パティニールがほぼ1世紀前に人物像と風景の大きさの比率を逆転させ始めて以来、北方絵画においては一般的なものであった。聖家族の旅は、画面左端にいる羊、鳥、牛、ラクダを含む動きのある要素によって反復されている。
ウィットカウアーは、この絵画の中に「人間によって均され、高貴なものとなった英雄的で貴族的な自然の概念」を見出しているが、それは、こうした絵画は、常に人間が作った大きなもの (この絵画では、「水平線と垂直線により厳格に構築された城」で、聖家族はその下を通っている) を含んでいるからである。彼らは羊と川が作る2つの対角線上に配置され、「かくして、人物像と建物は、風景の注意深く整えられた意匠と親密に融合している」。
ケネス・クラークは「理想的風景画」の作例として本作に言及し、作品は主にウェルギリウスの牧歌的詩に由来する、本質的に文学的なヴィジョンを模倣すること (古典古代の風景画がどのようなものであったかを示す証拠が欠如している状況を鑑みて) により、絵画ジャンルのヒエラルキー (絵画を歴史画、風俗画、肖像画、風景画、静物画の順にランクづけするもの) の中で風景画の低い地位を向上すべく動機づけられているとしている。「作品が構成される要素は、自然から選択されなければならない。詩の言葉がその優雅さ、関連性、調和のある組成のために普通のスピーチから選択されるように。詩は絵のように」。
クラークの本作に対する賞賛は明らかに控え目なものであり、彼が本作と同じ伝統に属すジョルジョーネやクロード・ロランに見出す熱情には欠けている。「ドーリア・パンフィーリ美術館にあるルネット作品のような最高傑作において、アンニーバレ・カラッチの風景画は絵画制作の賞賛すべき作例である。それらの風景画では、快く形式化された部分が調和のある全体をなしている。我々は、『エジプトへの逃避』の中央にある城の建造に関わった科学を認識する…しかし、結局、こうした折衷的な風景画は歴史家たちにとってのみ興味を引くものなのである」。